# 998 (číslo)
Devět set devadesát osm je přirozené číslo. Římskými číslicemi se zapisuje CMXCVIII a řeckými číslicemi ϡϟηʹ. Následuje po čísle devět set devadesát sedm a předchází číslu devět set devadesát devět.

## Matematika
998 je:
- Deficientní číslo
- Složené číslo
- Nejvyšší třímístné poloprvočíslo
- Nešťastné číslo

## Astronomie
- (998) Bodea je planetka hlavního pásu, kterou objevil v roce 1923 Karl Wilhelm Reinmuth
- NGC 998 je spirální galaxie v souhvězdí Velryby

## Ostatní
- +998 je mezinárodní telefonní předvolba Uzbekistánu

## Roky
- 998
- 998 př. n. l.